# Hypochaeris
Hypochaeris là một chi thực vật có hoa trong họ Cúc (Asteraceae).

## Loài
Chi Hypochaeris gồm các loài: